# 미셸 웨이

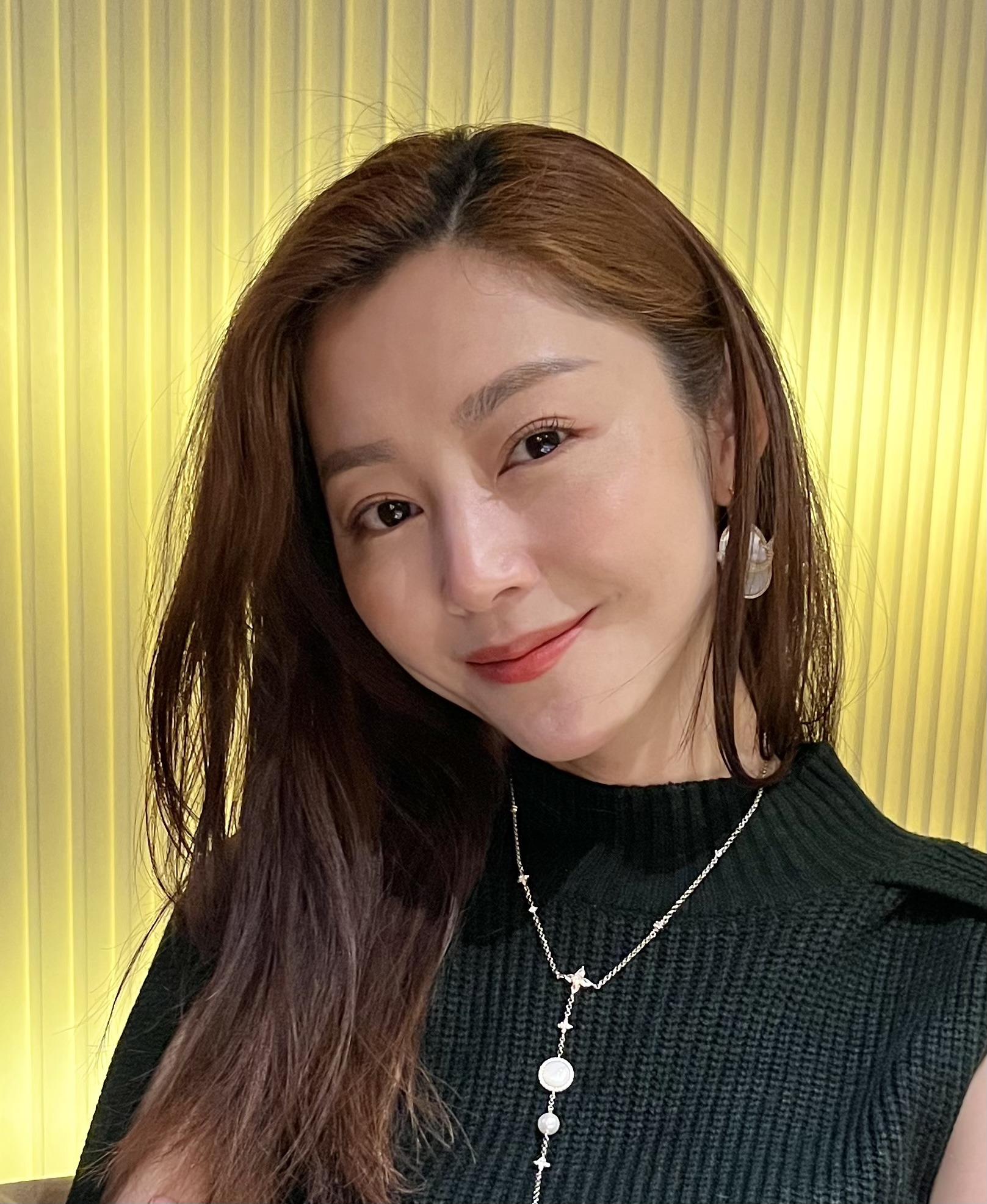

미셸 웨이(Michelle Wai, 1984년 11월 24일 ~ )는 홍콩의 배우이다. 연예계에 입문하기 전 아르바이트 모델로 활동했다. 현재 엠퍼러 모션 픽처스(Emperor Motion Pictures) 레이블에 속해 있다.

## 작품

### 영화
- 전성열련
- 백사대전
- 구화영웅
- 제폭: 범죄와의 전쟁

## 트리비아
연기 경력을 시작하기 전에 GIA 감정사 자격증을 취득한 주얼리 사업에 종사하며 다이아몬드 무역 및 주얼리 디자인을 전문으로 했다. 미셸은 현지 선박 운영, 인명구조원부터 다이빙까지 다양한 자격증을 보유하고 있다.